# حركة صليبية

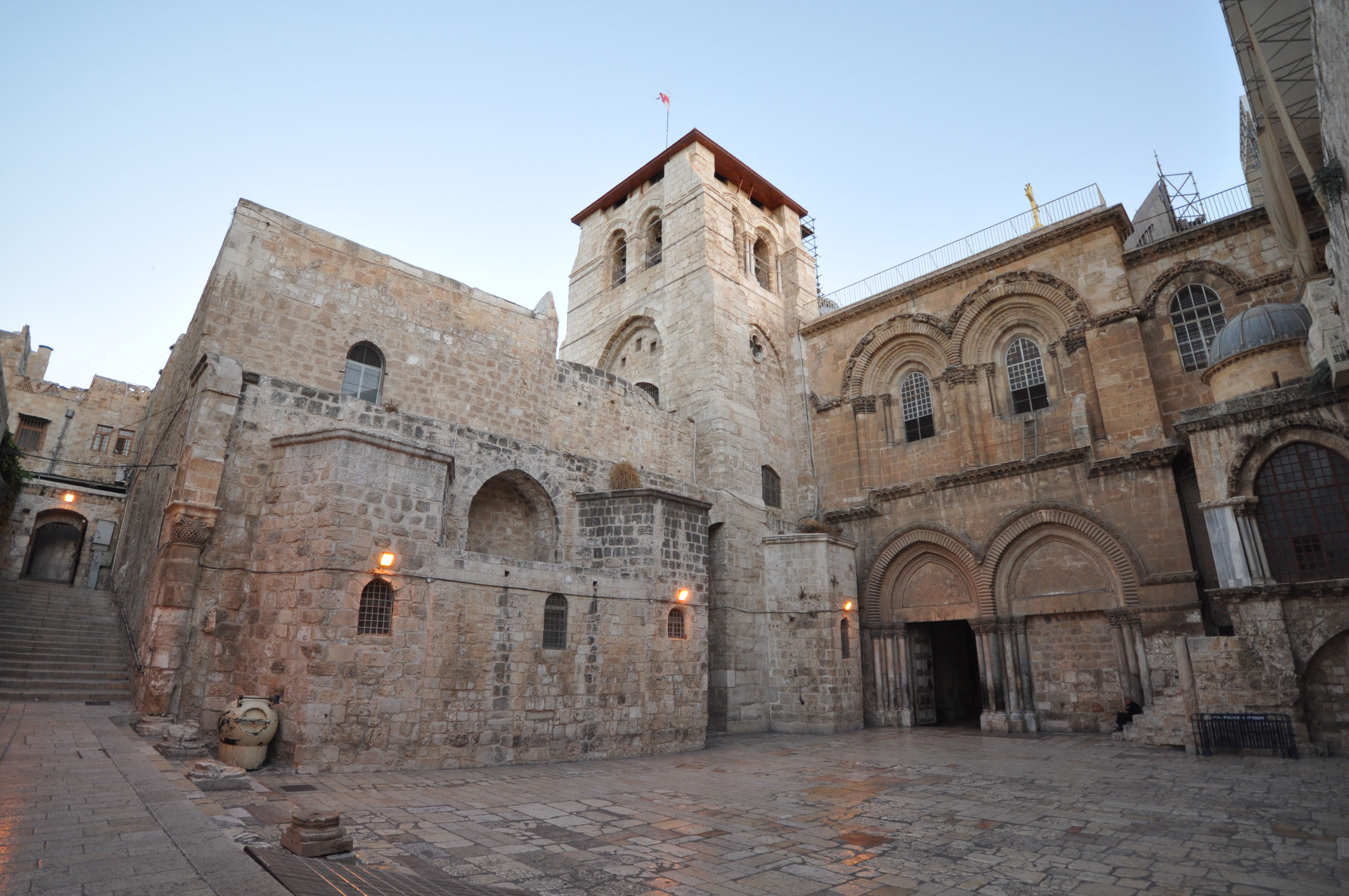
كنيسة القيامة في القدس. أعلن البابا أوربان الثاني أن هدفي الحملة الصليبية الأولى هو تحرير المسيحيين وكنيسة القيامة من سيطرة المسلمين.

ألهمت الحملة الصليبية الأولى نشأة الحركة الصليبية، التي أصبحت جزءًا لا يتجزأ من الثقافة الغربية خلال أواخر العصور الوسطى. كان للحركة تأثير على الكنيسة والسياسة والاقتصاد والمجتمع واستحدثت أيديولوجية متميزة تصف الحملة الصليبية وتنظمها وتشجعها. حددت المصطلحات القانونية واللاهوتية القائمة على مفاهيم الحرب المقدسة والحج سمات الحركة الصليبية. لاهوتيًا، دُمجت هذه الأفكار من تشابه العهد القديم مع الحروب الإسرائيلية التي حرض الإله على قيامها ودعمها، مع أفكار العهد الجديد لتكوين روابط شخصية مع المسيح. استند مفهوم الحملة الصليبية باعتبارها حربًا مقدسة إلى الفكرة القديمة حول الحرب العادلة. يتعين على السلطة أن تشن الحرب بنية خالصة ولأسباب مُقنعة وأن تكون قضيتها عادلة. اعتُبرت الحملات الصليبية رحلات حج خاصة –رحلة جسدية وروحية في إطار سلطة الكنيسة وحمايتها. كان يُنظر إلى الحج والحملة الصليبية باعتبارها أعمالًا تكفيرية واعتُبر المشاركون في الحملة الصليبية جزءًا من جيش المسيح. على الرغم من أن ذلك كان مجازيًا قبل الحملة الصليبية الأولى فقط، انتقل المفهوم من عالم رجال الدين إلى العلمانيين. استجابة لما ورد في المقطع الإنجيلي في لوقا 9:23 حول حمل المرء للصليب واتّباع المسيح، وضع الصليبيون صلبان من القماش على ملابسهم لتمييزهم أتباعًا للمسيح ومخلصين له. شكَّل ذلك علاقة شخصية تشكَّلت بين المشارك والإله تميَّزت بها روحانية المشارك. يمكن لأي شخص أن يشارك في الحملة واعتُبر الذين ماتوا خلالها شهداء.
ارتبطت الحملة الصليبية ارتباطًا وثيقًا باستعادة القدس والأماكن المقدسة الفلسطينية. اعتُبرت الأرض المقدسة إرثًا للمسيح، وأن استرجاعها واجب يتعين القيام به باسم الإله. ركزت المسيحية تاريخيًا على القدس باعتبارها مكانًا لفداء المسيح واعتُبرت محور الحملة الصليبية الأولى وسبب نجاح إنشاء مؤسسة الحركة الصليبية. قوبلت الحملات إلى الأراضي المقدسة بقدر كبير من الحماس والدعم. توسعت الحركة الصليبية إلى مسارح أخرى على أطراف أوروبا المسيحية: شبه الجزيرة الأيبيرية، وشمال شرق أوروبا ضد الونديون، ومنطقة البلطيق ضد الزنادقة في فرنسا وألمانيا وهنغاريا، فضلًا عن الحملات الإيطالية التي قامت ضد أعداء البابوية السياسيين. شاع بين الناس اتّباع المصادقة البابوية ومفهوم العصور الوسطى لكنيسة مسيحية واحدة تحكمها البابوية منفصلة عن غير المؤمنين بطريقة اعتُبر فيها العالم المسيحي مجرد مرجع جيوسياسي.
ازدهرت الحركة الصليبية من تشجيع الإصلاح الميلادي خلال القرن الحادي عشر وتضاءلت بعد الإصلاح. استمرت الأيديولوجية إلى ما بعد القرن السادس عشر ولكنها أصبحت لا تضاهي أشكالًا أخرى من الحروب الدينية والأيديولوجيات الجديدة.

## خلفية
شجعت الحملات الصليبية الأولى على قيام الحركة الصليبية التي حددت الثقافة الغربية في أواخر العصور الوسطى وأثرت على تاريخ العالم الإسلامي الغربي. بلغ تأثير الحركة جميع مجالات الحياة في جميع أنحاء أوروبا. كانت المسيحية مرجعًا جيوسياسيًا، ما ساهم في تعزيز صلاحيات الكنيسة في العصور الوسطى. انبثقت هذه الأفكار من تشجيع الإصلاحيين خلال القرن الحادي عشر وتراجعت بعد الإصلاح. بقيت أيديولوجية الحملة الصليبية قائمة إلى ما بعد القرن السادس عشر مع الأوامر العسكرية ولكنها تضاءلت أمام أشكال الحروب الدينية الأخرى والأيديولوجيات الجديدة.
رأت الحركة الإصلاحية أن الفترة التي أعقبت انهيار الإمبراطورية الكارولنجية وبداية الثورة الإقطاعية كانت عصر تدهور الأخلاق والمؤسسات الدينية، وذلك نتيجة الانخراط الكبير في التعامل مع الموندوس. في القرن الحادي عشر، استجاب الإصلاحيون إلى الرهبنة وإصلاح رجال الدين. تمحور هذا الإصلاح حول العديد من المُثًل كالتقوى الشخصية والعفة والنقاء الأخلاقي والتأديب الروحي والشعائر الدينية التامة. رأى المصلحون الكتابيون أنفسهم مهندسي الجمهورية المسيحية المُعاد تأسيسها. جرى التركيز على الدير في مدينة كلوني فيما أصبح يُعرف باسم الإصلاح الكلوني. وهكذا، استُحدث إطار أيديولوجي لفصيل يضم رجال الدين الذين اعتبروا أنفسهم عملاء لله لتجديد العالم المسيحي ادبيًا وروحيًا. أشار مؤرخ الكنيسة كولين موريس، نقلًا عن إردمان، إلى أن هذا الحزب الإصلاحي الذي سيطر على الكنيسة الرومانية يمثل نقطة تحول مهمة لأن هؤلاء رجال دافعوا عن مفهوم الحرب المقدسة وسعوا إلى إقراره.
حدد باحث نظرية العلاقات الدولية، أندرو لاثام، ثلاثة شروط مسبقة محورية استمرت خلال العصور الوسطى.
- إصلاح الهوية الأساسية للكنيسة اللاتينية لتصبح هوية مستقلة مدفوعة برغبة الإله بالتجديد الديني. أشعلت المصالح الأساسية لهذه الهوية الصراع مع الإمبراطورية الرومانية المقدسة، والسياسات الإسلامية، والزنادقة، والوثنيين.
- إنشاء الحركة الصليبية باعتبارها مؤسسة اجتماعية جديدة تكون الكنيسة فيها كيانًا صانعًا للحرب يقاتل النبلاء المسلحون من أجله كالجنود المسيحيين.
- استحداث هياكل رسمية لبناء جيش يحرز تقدمًا في مصالح الكنيسة.

أشعلت هذه الهوية والتطورات الجديدة صراعًا عنيفًا بين الكنيسة وخصومها. لم تكن الحركة الصليبية وسيلة أناركية فحسب، بل أصبحت جزءًا من التنمية الاجتماعية والسياسية. كانت الحركة الصليبية مستحيلة دون تلك الشروط، وانهارت عقب تلاشيها.

### المسيحية والحرب
أصبح لاهوت الحرب المنبثق عن المواطنة الرومانية مرتبطًا بالمسيحية، إذ تعين على المواطنين المسيحيين محاربة أعداء الإمبراطورية. في القرن الرابع، جادل عالم اللاهوت القديس أغسطينوس بأن الحرب أمر غير صائب، ولكنه يمكن تبرير «الحرب العادلة» في ظل ظروف معينة. تلك الظروف هي:
- إذا أعلنت سلطة مثل الملك أو الأسقف الحرب.
- إذا كانت دفاعية أو لاستعادة الأراضي.
- إذا قاتل المقاتلون دون الإفراط في العنف.

وسع غريغوري السابع مؤسسات الحرب المقدسة، وفي عام 1083، دعم مؤيده أنسيلم من لوكا نظريات الحرب العادلة في عمله مجموعة من القانون الكنسي. في القرن الحادي عشر، دعمت الكنيسة الصراع القائم ضد المسلمين على الأطراف الجنوبية للعالم المسيحي، بما في ذلك حصار بربشتر والقتال في صقلية. في عام 1074، خطط غريغوري حربًا مقدسة لدعم الصراع البيزنطي ضد المسلمين، والتي أسفرت عن نموذج لحملة صليبية، ولكنه لم يتمكن من الحصول على الدعم المطلوب.
شكلت مبادئ أغسطينوس أساس عقيدة الحرب المقدسة التي طورها توما الأكويني لاحقًا في القرن الثالث إلى جانب المحامين الشرعيين وعلماء اللاهوت. رأى المؤرخون، مثل كارل إردمان، أن حركة السلام وهدنة الله حدت من الصراع القائم بين المسيحيين منذ القرن العاشر. يتجلى تأثير هذه الحركة في خطابات البابا أوربان الثاني، إلا أن بعض المؤرخين يؤكدون على أن تأثيرها كان محدودًا وانتهى بحلول بدء الحملات الصليبية.

### التوبة والغفران
تزايد التوجه نحو التقوى عقب انهيار الإمبراطورية الكارولنجية. قبل القرن الحادي عشر، استحدثت الكنيسة اللاتينية نظامًا لمنح المغفرة والإعفاء من الخطيئة مقابل الندم والاعتراف والأعمال التكفيرية. مع ذلك، شكّل التكفير المتمثل بالامتناع عن النشاط العسكري تحديًا كبيرًا لطبقة المحاربين النبلاء. في نهاية القرن الحادي عشر، طرح غريغوري السابع ابتكارًا ثوريًا للغفران من الخطيئة المكتسبة من خلال الانضمام إلى النزاع الذي ترعاه الكنيسة. طوّر الباباوات ذلك لاحقًا لمنح التساهل العام الذي قلل من جميع العقوبات الزمنية التي فرضها الله. في نوفمبر 1095، خلال اجتماع مجمع كليرمونت، أسس البابا أوربان الثاني الحركة الصليبية بأمرين توجيهيين مسجلين:
- إعفاء من سافروا إلى القدس من التكفير لتحرير الكنيسة
- جميع السلع والممتلكات محمية أثناء القيام بذلك.[15]

يظهر ضعف التعاليم اللاهوتية التقليدية في مواجهة النشوة الصليبية في رسالة كتبها سيغيبرت من جمبلوكس حول الصليبي روبرت الثاني، كونت فلاندرز والتي ينتقد البابا باسكال الثاني فيها. أشار سيغيبرت إلى عودة روبرت الآمنة من القدس ولكنه لم يتطرق إلى ذكر الحملة الصليبية. كان كاليكستوس الثاني أول من تعهد بمنح الأولويات لعائلات الصليبيين وحماية ممتلكاتهم. شجع برنارد من كليرفو يوجينيوس الثالث على مراجعة موقف أوربان الغامض مع الرأي القائل بأن التساهل الصليبي كان مغفرة من عقاب الله على الخطيئة، عوضًا عن اعتماد التأديب الطائفي الكنسي فقط. شدد إنوسنت الثالث على اليمين الصليبية وأوضح أن تبرئة الخطايا هبة من الله، وليست مكافأة على حساب معاناة الصليبيين. في عام 1213، أصدر إنوسنت الثالث مرسومًا بابويًا ناشد فيه جميع المسيحيين، وليس النبلاء فحسب، وعرض إمكانية الفداء دون قيام حملة صليبية. شكّل هذا سابقة للمتاجرة بالمكافآت الروحية، وهي ممارسة أفسدت المسيحيين المتدينين وأصبحت سببًا للإصلاح البروتستانتي في القرن السادس عشر.
في أواخر القرن السادس عشر، سعى الكُتاب إلى تطوير حلول تعويضية في الحروب الصليبية التقليدية بينما اعتبر آخرون –كالإنجليزي جون فوكس– ذلك دليلًا على الخرافات البابوية وفساد الدين والوثنية وانتشار الألفاظ النابية. ألقى النقاد باللوم على الكنيسة الرومانية في فشل الحملات الصليبية. كانت الحرب ضد الكفر جديرة بالثناء، إلا أنها لم تتبع الحملات الصليبية القائمة على مذاهب السلطة البابوية، والغفران، ومواجهة المعارضين الدينيين المسيحيين، مثل الألبيجينيين والولدينيين. استندت هذه العلمانية إلى أفكار فقهية حول الحرب العادلة التي يمكن أن يشترك فيها اللوثريون والكالفينيون والكاثوليك الرومان، وتضاءل دور الغفران في مناطق الروم الكاثوليك في الحروب التركية. وضع ألبيريكو جينتيلي وهوغو غروتيوس قوانين علمانية دولية للحرب والتي استثنت الدين من الأسباب على عكس الباباوات، الذين استمروا في إصدار المراسيم الصليبية إلى فترة ومنية طويلة.